# 1153
سنة 1153 كانت سنة بسيطة تبدأ يوم الخميس (الرابط يظهر نموذج التقويم الكامل للسنة) من التقويم اليولياني.

## أحداث
- حصار عسقلان في الفترة ما بين 25 يناير و22 أغسطس.

## مواليد
- ابن حماد

## وفيات
- أبو الفتح الشهرستاني.
- آنا كومنينا.
- فضل بن حسن الطبرسي.
- إيجين الثالث (بابا).
- برنارد من كليرفو.